# Province d'Iwashiro
La province d'Iwashiro (岩代国, Iwashiro-no kuni) est une ancienne province du Japon de la région de la préfecture de Fukushima. Elle est parfois appelée Ganshū (岩州).
La province occupe la moitié occidentale de la partie centrale de la préfecture de Fukushima; la moitié est constitue la province d'Iwaki (1868). Plus précisément, les districts Date et Adachi au nord appartiennent à Iwashiro et les districts Higashishirakawa et Nishishirakawa au sud appartiennent à Iwaki. L'Abukuma-gawa sert de limite entre les deux provinces.
Le 7 décembre 1868, la province est formée à partir de la province de Mutsu. En 1872, la population est de 427 933 habitants.

## Districts
- Aizu (会津郡)
- Adachi (安達郡)
- Asaka (安積郡)
- Iwase (岩瀬郡)
- Ōnuma (大沼郡)
- Kawanuma (河沼郡)
- Shinobu (信夫郡)
- Date (伊達郡)
- Yama (耶麻郡)

## Source
- Nussbaum, Louis-Frédéric and Käthe Roth. (2005). Japan encyclopedia. Cambridge: Harvard University Press.  (ISBN 0-674-01753-6 et 978-0-674-01753-5); OCLC 58053128